# Roberto Chivas
Roberto Chivas (ur. 3 lipca 1977 w Gijón) – hiszpański aktor, reżyser i producent filmów pornograficznych. 
Jego pseudonim artystyczny „Chivas” pochodzi od butelki whisky, która znajdowała się na stole, kiedy podpisał prawa do wizerunku z producentami. Jego kariera porno miała niepewny początek w niskobudżetowych produkcjach. Podróżował po Europie, pracując na pokazach peep i występach „na żywo”. W 2001, w wieku 24 lat rozpoczął pracę w świecie pornografii dla IFG, wysyłając e–mail ze zdjęciami. 

## Życiorys

### Wczesne lata
Urodził się w Gijón w Asturii. Kiedy był dzieckiem, wraz z rodziną przeprowadził się do Miami na Florydę. Tam ukończył Miami Senior High School, a w wieku 22 lat uzyskał wykształcenie wyższe na Uniwersytecie Miami.

### Kariera
W 2000 osiedlił się na Majorce. Potem przeniósł się do Barcelony, gdzie po kilku e-mailach kontaktowych i udanym castingu, rozpoczął swoją pierwszą prace jako aktor porno w wytwórni IFG (International Film Grup), z którą współpracowali także: Max Cortés, Nacho Vidal, Rocco Siffredi, Belladonna czy Silvia Saint.
W 2002, po otrzymaniu oferty pracy, przez 18 miesięcy przebywał w Amsterdamie. Podróżował między Hiszpanią, Niemcami i Francją, aby dalej rozwijać się jako aktor.
Co roku z rzędu uczestniczył w Festival Internacional de Cine Erótico de Barcelona (FICEB) z firmą producencką IFG.
W 2004 przeszedł załamanie nerwowe, rozwijając łysienie, które sprawiło, że stał się praktycznie łysy. Wtedy zaczął używać chustek i czapek, aby ukryć łysienie, kontynuując występy przed kamerami. Ta przemijająca choroba trwała 16 miesięcy, zanim jego włosy odrosły. Zagrał niewolnika w filmie Thagson Zamek rozkoszy (Il castello del piacere, 2004; reż. Giancarlo Candiano) z Dorą Venter, Sophie Evans, Tonim Ribas, Ramónem Nomarem i Andreą Moranty, a następnie pojawił się jako zamaskowany uczestnik przyjęcia w scenie orgii w parodii Grobowiec mumii – MummyX (2005). Wziął udział w filmie dokumentalnym Vicente Péreza Herrero La piel vendida (2004). 
W 2005 miał swój pierwszy kontrakt na wyłączność z amerykańską firmą Flash Cash, która zatrudniła go do realizacji scen między Barceloną i Budapesztem. W tym samym roku odbył podróż z firmą producencką IFG i bardziej znanymi na całym świecie artystami do Meksyku, w dystrykcie federalnym (gdzie jeden z najważniejszych klubów piłkarskich w Meksyku to Chivas). Tutaj miała miejsce druga edycja Festival de Cine Erótico de México i gdzie otrzymał pierwszą nagrodę dla „Najlepszego aktora drugoplanowego”. W tym samym roku na Międzynarodowym Festiwalu Filmów o Erotyce w Barcelonie otrzymał drugą nagrodę dla „Najlepszego aktora drugoplanowego 2005”. 
W 2006 na Międzynarodowym Festiwalu Filmów Erotycznych w Madrycie za rolę Chucky’ego Calavery w 2 Sex 3 Angels (2005) zdobył nagrodę dla „Najlepszego aktora międzynarodowego”.
W 2007, podczas kręcenia filmu w Budapeszcie dla amerykańskiej firmy producenckiej, rozpoczął swój ambitny występ, przejmując główną postać Roberta Montaniego w dramacie Mój ojciec (Mio padre: Novità gennaio) z Roberto Malone (Don Franco) i Sophie Evans (Lucía). 
W 2009 zapewnił, że odchodzi z branży porno, lecz w ciągu kilku miesięcy powrócił z tajnym projektem, chociaż tajemnica została dość skompromitowana przez ciągłe wiadomości i pogłoski o powrocie reżysera. W 2010 upublicznił swój powrót do kina dla dorosłych jako producent z umową z amerykańską firmą, która zamówiła projekt wielu scen na stronę internetową. W tym samym roku ponownie pojawił się w wiadomościach, oferując popularnemu telewizyjnemu współpracownikowi Belénowi Estebanowi aż 250 tys. euro za udział w scenie erotycznej dla producenta podczas jednego z rozstań ze swoją partnerką Fran Álvarez.
W 2011 założył firmę produkującą filmy dla dorosłych Explicital, kręcąc filmy w Miami, Los Angeles i Hiszpanii. 
W 2013 gościł na Międzynarodowym Festiwalu Filmów Erotycznych w Barcelonie, gdzie otrzymał cztery nagrody dla swojej marki w kategoriach: „Najlepszy aktor roku” (Rafa García), „Najlepszy reżyser roku” (Roberto Chivas), „Najlepsza aktorka roku” (Gigi Love) i „Najlepsza strona internetowa dla dorosłych roku” (Explicital). Wkrótce otrzymał ofertę na globalne przejęcie swojej firmy produkcyjnej przez kanadyjską firmę. Po kilkutygodniowych negocjacjach przyjął ofertę i sprzedał firmę, którą sam założył.
Roberto Chivas był pierwszym aktorem i reżyserem, który narzucił używanie prezerwatyw w Hiszpanii i Los Angeles we wszystkich swoich produkcjach od samego początku w swojej firmie produkcyjnej Explicital, co zmotywowało wielu innych producentów w branży do zmiany stanowiska. „My, profesjonaliści, musimy dawać przykład bezpiecznego seksu, używając prezerwatyw we wszystkich produkcjach” - twierdził.

## Nagrody i nominacje
| Rok  | Nagroda                                          | Kategoria                                       | Film                               | Pozostali wykonawcy                        | Rezultat  |
| ---- | ------------------------------------------------ | ----------------------------------------------- | ---------------------------------- | ------------------------------------------ | --------- |
| 2004 | Ninfa                                            | Najlepszy aktor hiszpański                      | DownWard (2004)                    | –                                          | Nominacja |
| 2005 | 2º Festival de Cine Erótico de México            | Najlepszy aktor drugoplanowy                    | –                                  | –                                          | Wygrana   |
| 2005 | Ninfa                                            | Najlepszy aktor drugoplanowy                    | 2Sex 3Angels (2005)                | –                                          | Wygrana   |
| 2006 | Festival Internacional de Cine Erótico de Madrid | Najlepszy aktor międzynarodowy                  | 2Sex 3Angels (2005)                | –                                          | Nominacja |
| 2006 | Ninfa                                            | Najlepszy aktor hiszpański                      | DownWard (2006)                    | –                                          | Nominacja |
| 2007 | Międzynarodowy Festiwal Filmowy w Zurychu        | Najlepszy aktor europejski                      | –                                  | –                                          | Wygrana   |
| 2007 | AVN Award                                        | Najlepsza scena w zagranicznej produkcji        | Rocco’s More Sluts in Ibiza (2006) | Max Cortés, Liliane Tiger i Rocco Siffredi | Nominacja |
| 2007 | Brussels International Festival of Eroticism     | Najlepszy aktor europejski                      | –                                  | –                                          | Wygrana   |
| 2007 | Ninfa                                            | Najlepszy aktor hiszpański                      | Mój ojciec (Mi padre, 2007)        | –                                          | Wygrana   |
| 2007 | International Festival of Eroticism Buenos Aires | Najlepszy film roku                             | Mój ojciec (Mi padre, 2007)        | –                                          | Wygrana   |
| 2008 | Ninfa                                            | Najlepszy reżyser hiszpański                    | Sexology (2007, Stars & Stamps)    | –                                          | Nominacja |
| 2008 | Ninfa                                            | Najlepszy aktor hiszpański                      | Sexology (2007, Stars & Stamps)    | –                                          | Nominacja |
| 2008 | Festival Erótico de San Sebastián                | Najlepszy aktor roku                            | –                                  | –                                          | Wygrana   |
| 2008 | Festival Erótico de San Sebastián                | Najlepszy reżyser roku                          | InmigranteX (2007)                 | –                                          | Wygrana   |
| 2009 | Festival del Erotismo de Bélgica                 | Najlepszy aktor międzynarodowy                  | –                                  | –                                          | Wygrana   |
| 2013 | Tranny Awards                                    | Najlepsza scena                                 | Barcelona Fix (2013)               | Natassia Dreams                            | Nominacja |
| 2013 | Ninfa                                            | Najlepszy reżyser roku                          | –                                  | –                                          | Wygrana   |
| 2013 | Ninfa                                            | Najlepsza strona internetowa dla dorosłych roku | –                                  | –                                          | Wygrana   |
| 2014 | Ninfa                                            | Najlepszy reżyser roku                          | –                                  | –                                          | Nominacja |